# Ga Godeok
Ga Godeok là ga tàu điện ngầm trên Tàu điện ngầm vùng thủ đô Seoul tuyến 5. Nó dẫn đến trường cao trung Baejae, Myungil, Gwangmun, Hanyoung, và Trường ngoại ngữ cao trung Hanyoung.

## Bố trí ga
| Myeongil ↑    |
| \| W/B        |
| ↓ Sangil-dong |

| Hướng Tây  | ●Tuyến 5 | ← Hướng đi Banghwa            |
| Hướng Đông | ●Tuyến 5 | → Hướng đi Hanam Geomdansan → |